# Wereldkampioenschap waterski racing 2005
Het wereldkampioenschap waterski racing 2005 was een door de International Water Ski Federation (IWSF) georganiseerd kampioenschap voor waterskiërs. De 14e editie van het wereldkampioenschap vond plaats in het Britse Hunstanton van 11 tot 18 juni 2005.

## Uitslagen

### Formule 1
| Goud   | Todd Haig            |
| Zilver | Karl Brooks          |
| Brons  | Carlo Cassa          |
| 4      | Peter Procter        |
| 5      | Filip Vervecken      |
| 6      | Jamie Cramhorn       |
| 7      | Kyle Cummings        |
| 8      | Marshall Cole        |
| 9      | Grant Patterson      |
| 10     | hristof Van Gaeveren |

| Goud   | Kim Lumley          |
| Zilver | Ann Procter         |
| Brons  | Erin Saunders       |
| 4      | Lee Hicks           |
| 5      | Lacey Nordblad      |
| 6      | Natalie Scott       |
| 7      | Emma Carson         |
| 8      | Emma Harvey         |
| 9      | Davina Sipido       |
| 10     | Christel Magdeleyns |

### Formule 2
| Goud   | Justin Soller    |
| Zilver | Tommy Klarenbeek |
| Brons  | Chris Cole       |
| 4      | Kurt Schoen      |
| 5      | Asley Nullens    |

| Goud   | Lauren Eagle   |
| Zilver | Janine Doherty |
| Brons  | Lori Dunsmore  |
| 4      | Lena Feringa   |
| 5      | Shan Boyer     |

1979 ·
1981 ·
1983 ·
1985 ·
1987 ·
1989 ·
1991 ·
1993 ·
1995 ·
1997 ·
1999 ·
2001 ·
2003 ·
2005 ·
2007 ·
2009 ·
2011 ·
2013 ·
2015 ·
2017 ·
2019